# رستگاری (فیلم ۱۹۸۱)
رستگاری (به هندی: Sadgati) فیلمی محصول سال ۱۹۸۱ و به کارگردانی ساتیاجیت رای است. در این فیلم بازیگرانی همچون اوم پوری، اسمیتا پاتیل، موهان آگاشه ایفای نقش کرده‌اند.